# Almaty Cup 2008
L'Almaty Cup 2008 è stato un torneo di tennis facente parte della categoria ATP Challenger Series nell'ambito dell'ATP Challenger Series 2008. Il torneo si è giocato a Almaty in Kazakistan dal 25 al 31 agosto 2008 su campi in terra rossa e aveva un montepremi di $35 000+H.

## Vincitori

### Singolare
Sebastián Decoud ha battuto in finale  Alex Bogomolov Jr. con il punteggio di 6–4, 6–2

### Doppio
Alexandre Krasnoroutsky /  Denys Molčanov hanno battuto in finale  Syrym Abdukhalikov /  Alex Bogomolov Jr. con il punteggio di 3–6, 6–3, [10–2]